# St. Erhard (Offenbau)

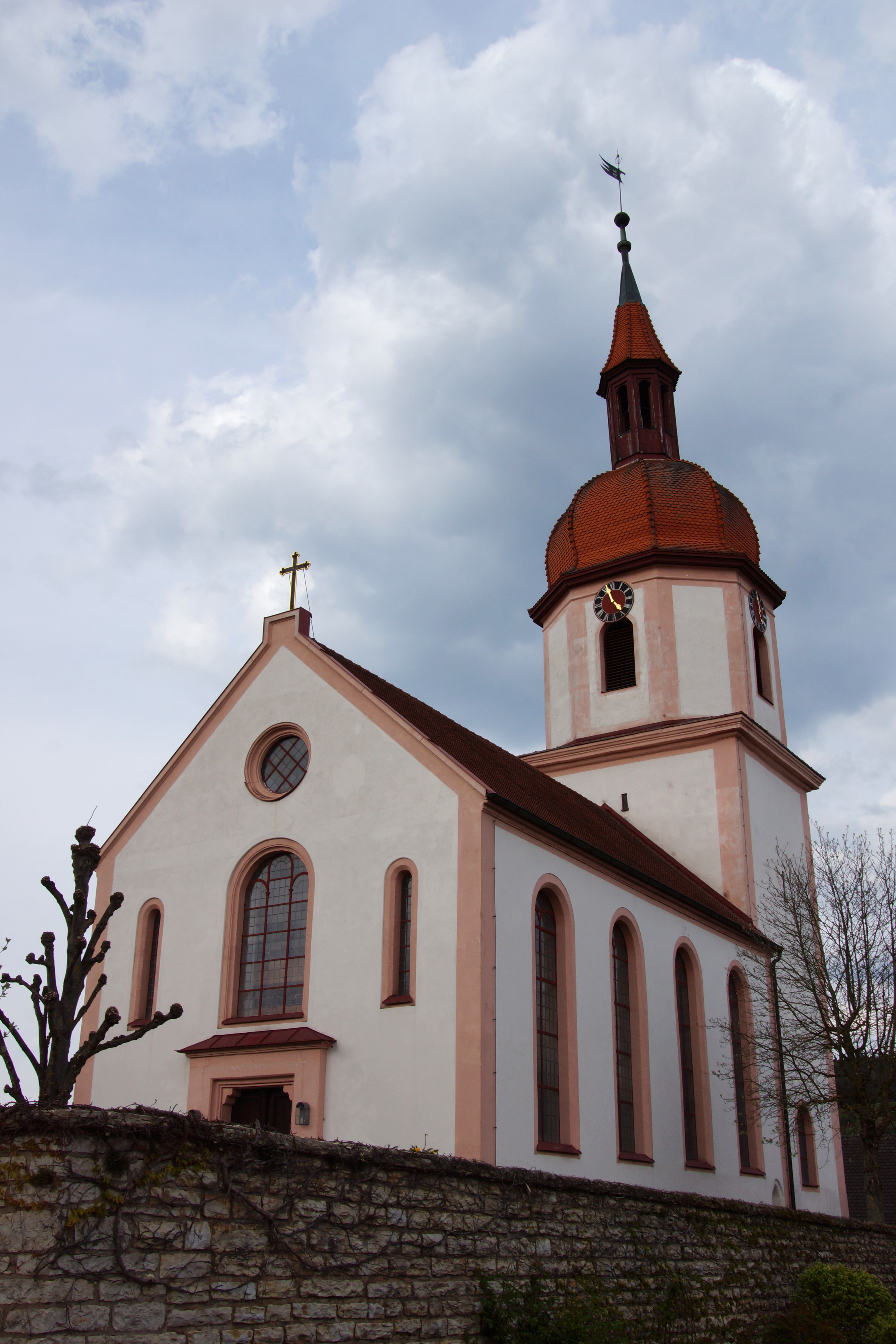
St. Erhard (Offenbau)

Die denkmalgeschützte, evangelische Pfarrkirche St. Erhard steht in Offenbau, einem Gemeindeteil des Marktes Thalmässing im Landkreis Roth (Mittelfranken, Bayern). Die Kirche ist unter der Denkmalnummer D-5-76-148-77 als Baudenkmal in der Bayerischen Denkmalliste eingetragen. Die Kirchengemeinde gehört zum Dekanat Weißenburg in Bayern im Kirchenkreis Nürnberg der Evangelisch-Lutherischen Kirche in Bayern.

## Beschreibung
Das mit einem Satteldach bedeckte Langhaus aus vier Jochen der Saalkirche wurde 1866/67 erbaut. Der Chorturm im Osten stammt im Kern aus dem 13./14. Jahrhundert. Er wurde um 1730 mit einem achteckigen Geschoss, das die Turmuhr und den Glockenstuhl beherbergt, aufgestockt und mit einer Welschen Haube bedeckt. 
Der Innenraum des Chors, d. h. das Erdgeschoss des Chorturms, ist mit einem Tonnengewölbe überspannt, der des Langhauses mit einer Flachdecke. Zur Kirchenausstattung gehören ein Altar aus dem frühen 18. Jahrhundert, dessen Altarretabel jüngeren Datums ist, und die um 1700 aufgestellte Kanzel. 
Die Orgel auf der Nordseite der L-förmigen Empore hat 14 Register, zwei Manuale und Pedal und wurde 1992 von der Hermann Eule Orgelbau Bautzen errichtet.